# Lady, Let's Dance
Lady, Let's Dance è un film statunitense del 1944 diretto da Frank Woodruff.